# Arcte senica
Arcte senica är en fjärilsart som beskrevs av Felder 1874. Arcte senica ingår i släktet Arcte och familjen nattflyn. Inga underarter finns listade i Catalogue of Life.